# 竹本紋太夫
竹本 紋太夫（たけもと もんだゆう）は、義太夫節の太夫。江戸中期より九代を数える。 初代は竹本政太夫の門弟であり、二代目、三代目はその弟子間で相続されたが、四代目が三代目竹本綱太夫を襲名して以降、その門弟が紋太夫を襲名していることから綱太夫系の名跡として知られる。

## 初代
（生年不詳 - 寛延3年（1750年）4月16日）
初代竹本紋太夫 → 初代竹本上総太夫（豊竹座出演時は豊竹上総太夫を名乗る）
初代竹本政太夫事二代目竹本義太夫（竹本播磨少掾）の門弟。
元文6年（1741年）正月 竹本座『伊豆院宣源氏鑑』にて初出座（同芝居で竹本百合太夫も初出座）。寛保元年（1741年）5月 竹本座『時代世話 新うすき物語』の初演にて大序と道行のツレを語る。延享元年（1744年）11月 竹本座『ひらかな盛衰記』にて大序と道行のシンと、五段目竹本播磨少掾追善出語 八曲篋掛絵節事を勤める。この公演について、『浄瑠璃譜』には「右相勤。此時錦太夫・杣太夫出座し、是も出語り相動、はなはだ大入り也。播磨少掾死去の後、浄瑠璃のれつを定め、初段の切錦太夫、貳の切政太夫、三の切此太夫、四の切島太夫、其外紋太夫・百合太夫・杣太夫・其太夫、いづれも浄瑠璃の高下にて役場を割、三絃は鶴沢友次郎・同平五郎、人形は、吉田文三郎・同才次・桐竹助三郎・同門三郎・山本伊平次、是らにて相勤たり」とある。
延享2年（1745年）2月 竹本座『軍法富士見西行』にて序切の大役を勤める。同年7月竹本座『夏祭浪花鑑』初演では、「第二殿の諚意を巻込だおやま絵の拝領物」と「第五道行いもせの走書」を勤める。延享3年（1746年）正月 竹本座『楠昔噺』初演にて「旗印公家之短冊　附リ七月七夕おどりの事 段切」を勤め、竹本座を退座と『増補浄瑠璃大系図』には記載されているが、同年8月 竹本座『菅原伝授手習鑑』初演にては「道行詞甘替」「二段目 杖折檻の段」「五段目 大内天変の段」を勤めている。
延享4年（1747年）2月 豊竹座『裙重紅梅服』にて竹本紋太夫改豊竹上総太夫として出座し、上の巻の切を語る。しかし、前年11月豊竹座『花筏巌流島』にも豊竹上総太夫の名前があることから、豊竹座出演はこの時からであったと考えられる。寛延元年（1748年）8月 竹本座『仮名手本忠臣蔵』初演時のいわゆる「忠臣蔵騒動」で竹本座へ復帰し、竹本上総太夫を名乗る。寛延2年（1749年）7月 竹本座『双蝶々曲輪日記』の初演で「第四大ほうじ町のたて引に きやうだいのちなみ（米屋）」を語る。同年11月 竹本座『源平布引滝』の初演では、「大序」「二段目 切 義賢館」を語り、この端場（二段目 中）を二代目竹本政太夫が語る。「三段目 段切 九郎助住家」では、中を上総太夫が、切を政太夫がそれぞれ勤めたが、病に倒れ、寛延3年（1750年）4月16日に死去。墓は法善寺に現存。戒名は聲譽音弘覺睡信士。

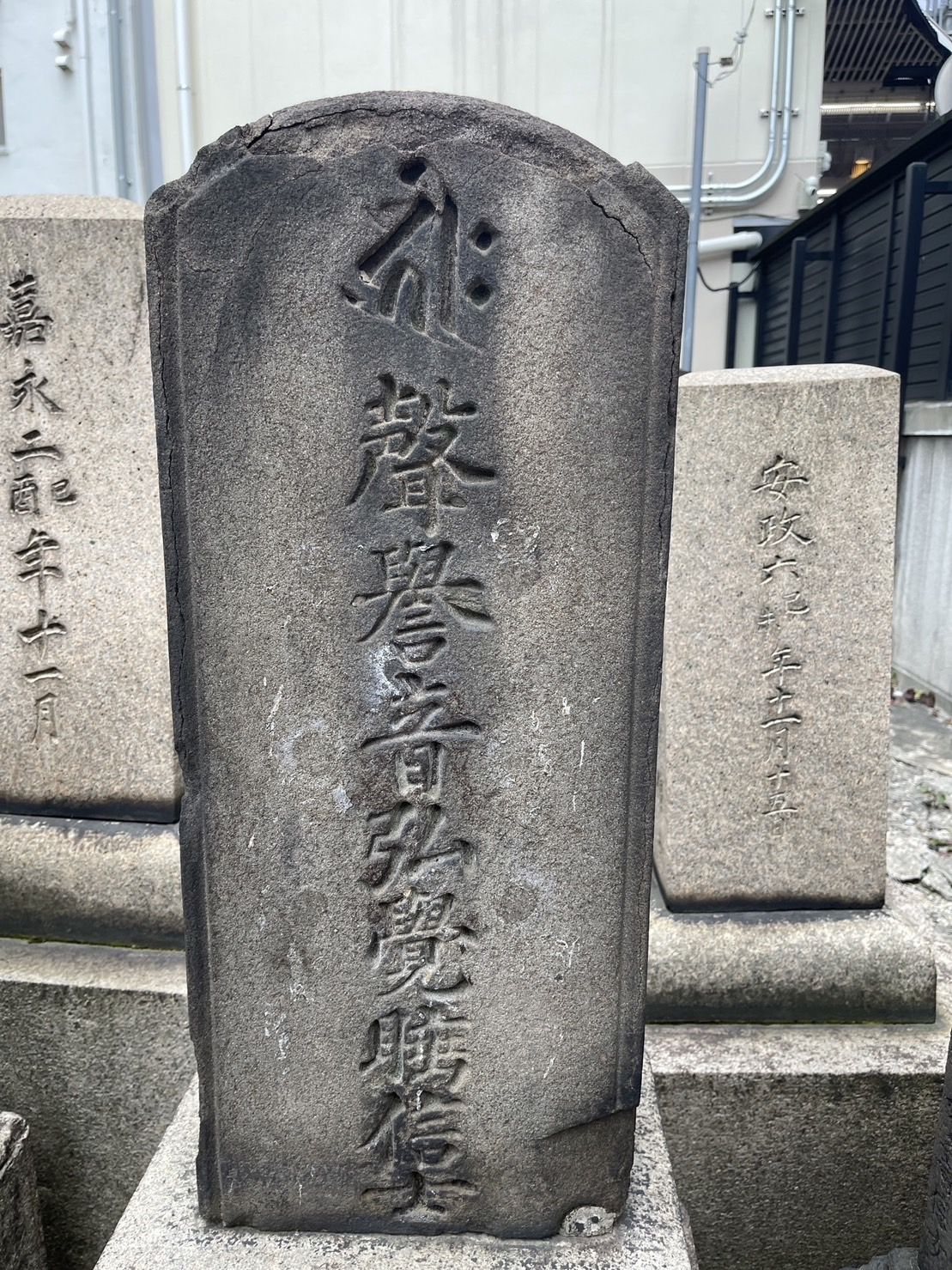
初代竹本上総太夫の墓

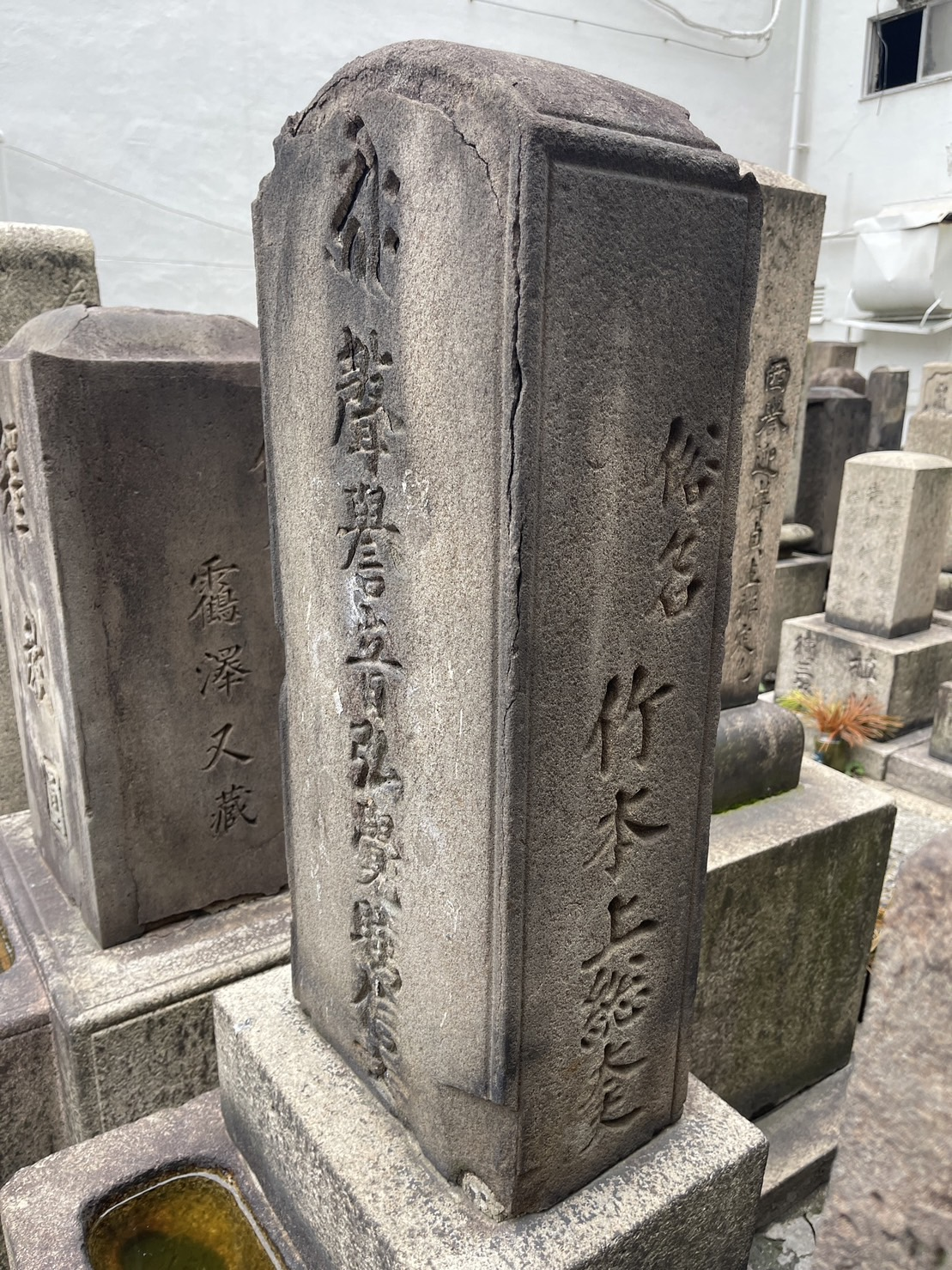
初代竹本上総太夫の墓（側面）

『浪花其末葉』には「上上吉　豊竹上総太夫紋太夫事 大臣「此人竹本座にて紋太夫（初代）と申て、是迄評判よくお勤めなされ、此度上総太夫と改め豊竹座へ御すみ、相かはらず何ンでも御功者に、しつかりとして人々のうけもよく、実（み）をいれて語り給へば、きめなどもよふきくゆへ、次第に御出世、先達て『手ならひ鑑』の道行、二の口など語られた、それより此度などは、なを／＼聞増ておもしろふ覚へまする」とある。

## 二代目
（生没年不詳） 
二代目竹本紋太夫
通称：堺屋半兵衛。初代の門弟。芝居への出座を師の初代紋太夫に願うも、寛延3年（1750年）4月16日に死去したため、二代目竹本政太夫に頼み込み門弟となる。同年11月竹本座 『文武世継梅』「三段目 道行」の初代竹本長門太夫のツレ、「五段目」を勤め、二代目竹本紋太夫として初出座。『浄瑠璃譜』に「はなはだ不入。此時二代目の紋太夫始て出座。」とあるように、芝居は不入りであった。
宝暦7年（1757年）竹本座『姫小松子日の遊』では「二段目 口」「三段目 奥（中）」を勤め、『操西東見台』に「此度姫小松のニノロ次郎九郎のことばかなふ御語り。まくまへの文弥。道具や。何れもやう付ました。後三ノ中。申やうなき語うち。ニノロとは。はるかのきてのふし付ヶ」と絶賛されている。同年以降休座と出座を繰り返し、宝暦11年（1761年）10月『冬籠難波梅』にて「いとまごひ 四季の放下僧」を10日間勤め、退座。それよりは出座せず、弟子の初代竹本倉太夫に竹本紋太夫の名跡を三代目として譲ったが、没年は不詳

## 三代目
（生年不詳 - 寛政5年（1793年）12月3日）
初代竹本倉太夫 → 三代目竹本紋太夫（豊竹諸座や江戸肥前座、外記座出演時には豊竹紋太夫を名乗る）
二代目の門弟。通称：此村屋治兵衛。明和2年（1765年）9月 竹本座『姻袖鏡』にて大門口の段を語り初代竹本倉太夫を名乗り初出座と『増補浄瑠璃大系図』は記すが、同年6月 竹本座『御祭礼棚閣車操』「座摩もみぢかり剣本地」にて竹本文太夫のツレを語る竹本倉太夫の名前がある。
明和4年（1767年）12月 竹本座『三日太平記』にて「三日太平記此時序切の大役を勤め追々評判宜敷尤此人古今の上手にて今に此村屋の一流を残す也」と大評判を取る。この後、江戸にて紋太夫名跡を三代目として襲名する。襲名の時期は明らかでないが、『伊勢歌舞伎年代記』に明和5年（1768年）「倉太夫 後江戸ニテ紋太夫」、安永2年（1773年）「後ニ紋太夫 倉太夫」と記述があり、『増補浄瑠璃大系図』では同年8月 竹本座（道頓堀大西芝居）『島原千畳敷』にて竹本紋太夫が大阪へ下り、二冊目掛け合いと四冊目の切と七冊目の奥を勤めたと記載があることから、遅くとも安永2年（1773年）には三代目竹本紋太夫を名乗っていたことがわかる。
また、安永4年（1775年）9月 名古屋 若宮御社地興行『妹背山婦女庭訓』にて二段目 切、道行、四段目 切を語っており、『評判鶯宿梅』に「豊竹紋太夫 去る安永四年の秋、尾州名古屋若宮八幡の社内におゐて七月朔日より女庭訓、岡太夫と三段目切かけ合、役場は二の切、九月潜りより剣の紅葉縁切の場古今の大あたりにて有しとなり」と記述がある（妹背山の役場には相違がある）。翌安永5年（1776年）同芝居『倭歌月見松』にも出演している。
更に、安永7年（1778年）正月 江戸肥前座『菅原伝授手習鑑』の番付に「御目見 下り 豊竹紋太夫」と記されていることから、名古屋から江戸に下ったことがわかる。また『評判鶯宿梅』に「豊竹紋太夫其後安永七年当地へ初て下られ、菅原三の切の出詔は、諸人きもをおどろかしたる事、言語に絶したり」とあり、『義太夫執心録』には「紋太夫安永七戌ノ春肥前座へ下られ目見へ菅原三の切茶せん酒より切迄此評判大体成し」とあるように、『菅原伝授手習鑑』三段目切を語り大評判を取っている（番付に「下り 豊竹倉太夫」の名前があることから、倉太夫の名跡を門弟へ譲っていることがわかり、『増補浄瑠璃大系図』の「倉太夫名前は後に鐘太夫清右衛門に譲り」という記述と一致する）
安永8年（1779年）江戸外記座『田村麿鈴鹿合戦』の番付には「名代 薩摩屋小平太」「座元 豊竹新太夫」に続き「後見 豊竹紋太夫」と記されている。安永9年（1780年）正月江戸外記座『碁太平記白石噺』の番付に「紋太夫義大坂表へ罷登り申候筈之処達而相とめ」とあり、紋太夫の人気ぶりが窺える。『義太夫執心録』の「紋太夫 中の芝居で白石の五シ目とセツめヲゝホゝでどっと嬉しがらせサハリから惣六の意見迄近来稀成大評判其時隣芝居は大物揃ひ住筆氏内匠と下り伊太夫なれとも紋太にひしぎ付ヶられて春より五月節句迄名題看板が五度替りしと云」との記述からあまりの評判に5月まで演目が5回も変わったことがわかる。同年9月甲府での興行『ひらかな盛衰記」では「座元 豊竹紋太夫」と番付にあり、紋下に座っている。
その後、江戸にて活躍するが、寛政2年（1790年）正月 名古屋稲荷御社内『石田詰将棋軍配』にて第三 中と第七 奥を語っており、名古屋での出演が確認できる。その後も名古屋の同座に出演したが、同年10月「天網島紙屋の段 切」を語り名古屋を後にする。
寛政3年（1791年）3月 大坂北堀江市の側芝居（豊竹此母座）にて「御目見江浄瑠璃」と謳い『増補天網島』「紙屋の段 切」（口は二代目豊竹岡太夫）を語り大坂へ上る。同芝居の辻番付に口上があり「太夫 江戸 竹本紋太夫事豊竹紋太夫 三味線 江戸 野澤庄次郎 罷出相勤申候」と記されている。
寛政4年（1792年）正月四条南側芝居『妹背山婦女庭訓』では、二段目 中と三段目カケ合（妹山）を語る。この『妹背山婦女庭訓』には二代目竹本綱太夫と二代目竹本濱太夫（後四代目紋太夫から三代目綱太夫）が同座している。翌2月同座『木下蔭狭合戦』では「太夫 竹本紋太夫」と紋下に座っている。その後大坂での出演が続くが、寛政5年（1793年）には名古屋稲荷御社内に出座し、4月『花上野誉の旧跡』にて第三 中と第七 切を語ったのが、番付上は最後の出演歴とされる。

同年12月3日に死去。戒名は釋了樹信士。両国回向院に昭和5年（1930年）10月に因會が再建した墓碑が現存する（元々の墓碑については、『夢跡集』に掲載がある）

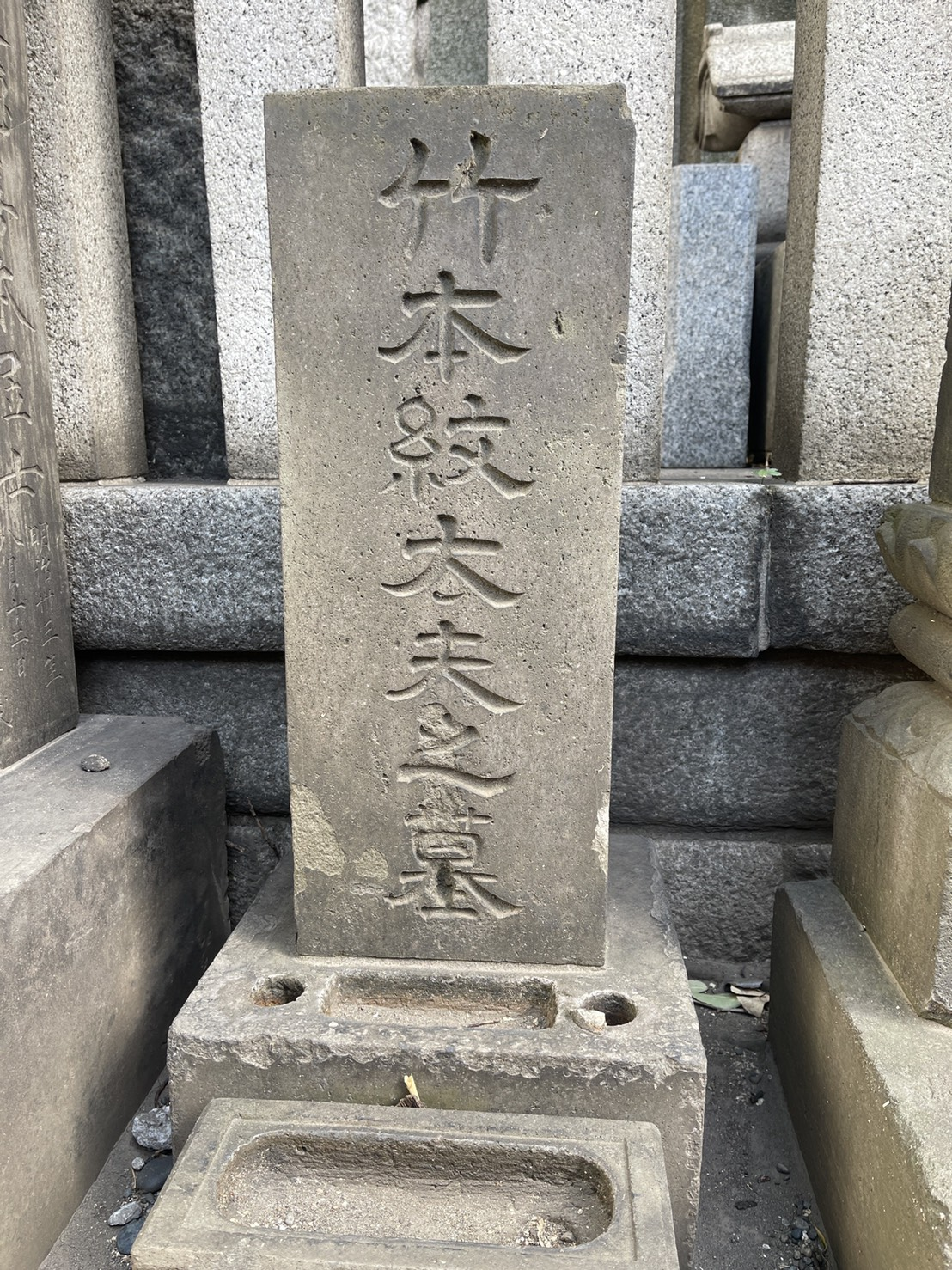
三代目竹本紋太夫墓

神津武男「『時雨の炬燵』成立考―三代竹本綱太夫の添削活動について―」によれば、『増補天網島』「紙屋の段」を紋太夫が江戸で上演した際に刊行されたと推定される江戸板六行本が現存している。「内題「増・補／天網島紙屋の段　豊竹紋太夫改章」、前表紙に「豊竹紋太夫改章　増補天網島　上　紙屋の段」と記す。江戸「本材木町一丁目西宮新六板」（前表紙）。ただし上冊のみが残（る）」とし、変更点を「第一に『置土産今織上布』の拡大した人物関係を、原作『心中天の網島』の範囲に収め直すこと」「第二の変更点は、銀貨から金貨への変換（略）銀貨の換算は上方の観客には嫌が上にも真実味を増す要素となったと考えるが（近世期上方では銀貨、江戸では金貨が通用した）、江戸の観客に合わせて金貨に改めている」としている。紋太夫名跡の後継者である三代目竹本綱太夫も『時雨の炬燵』「紙屋の段」―原題 二代目綱太夫著『増補紙屋治兵衛』※四代目竹本紋太夫章（京板）※竹本綱太夫章（大坂板）として「時雨の炬燵」を著している。
『音曲高明集』には、「前名倉太夫 二代目竹本紋太夫　此村屋治兵衛と云　取分け江戸ニ而評判よく、中にも生涯の内評判の戯題、白石噺五ッ目七ツ目 伊達競とうふや土ばし 花上野品川 増補紙屋治衛内の段」とあるが、上記の通り此村屋治兵衛は三代目であるため、この項では三代目とする。

## 四代目
詳細は三代目竹本綱太夫欄を参照
（宝暦12年（1762年）- 没年不詳）
二代目竹本濱太夫 → 四代目竹本紋太夫 → 三代目竹本綱太夫 → 竹本三綱翁
本名：人見万吉。大菱屋万右衛門とも。通称：飴屋。紋は「抱き柏に隅立て四つ目」（以来竹本綱太夫の定紋となる）
二代目竹本綱太夫（初代竹本濱太夫）の門弟。二代目竹本濱太夫としての初出座の時期は明らかではないが、師が天明2年（1782年）に二代目竹本綱太夫を襲名した翌年の天明3年（1783年）3月 一身田芝居 竹本義太夫座（伊勢）『新うすゆき物語』道行と鍛冶屋の段に竹本濱太夫が出座している。
その後、竹本濱太夫として諸座に出演し、寛政4年（1792年）正月四条南側芝居『妹背山婦女庭訓』では、師の二代目竹本綱太夫と後に襲名することとなる紋太夫名跡の先代である三代目竹本紋太夫と同座している。（同様に翌2月『木下蔭狭間合戦』においても）
四代目竹本紋太夫を襲名した時期も明らかではないが、先代の三代目竹本紋太夫は寛政5年（1793年）12月に死去していること。寛政6年（1794年）5月 名古屋若宮御境内『持丸長者黄金礎』『伊達娘恋緋鹿子』にて濱太夫の名前が番付に確認できること。また、寛政7年（1795年）3月刊行『役者時習講』「諸芝居持主名代座本并ニ座出勤連名 竹本之分」に濱太夫が名前があること。寛政8年（1796年）3月道頓堀大西芝居『妹背山婦女庭訓』にて豊竹紋太夫の出座が確認できることから、寛政7年頃に江戸にて竹本紋太夫を四代目として襲名したと推測される。
寛政10年（1798年）11月道頓堀東の芝居『仮名手本忠臣蔵』や翌寛政11年（1799年）2月『松位姫氏常盤木』にて師の二代目竹本綱太夫との同座が確認できる。
師二代目竹本綱太夫が文化2年（1805年）に没した翌年の文化3年（1806年）に江戸 結城座にて『増補天網島』「紙屋の段 奥」を御目へ下り 竹本紋太夫として語っている。この「紙屋の段」（いわゆる「時雨の炬燵」）は、師二代目綱太夫が『増補紙屋治兵衛』を著し、紋太夫の先代である三代目紋太夫も「豊竹紋太夫改章　増補天網島　上　紙屋の段」と前表紙に記した六行本を江戸にて刊行した所縁の演目である。また、当人の四代目紋太夫も「治兵衛・小春／時雨の炬燵　竹本紋太夫章」と記した六行本を京で刊行しており、後に、三代目綱太夫時代に「時雨の炬燵　増・補／紙屋次兵衛　竹本綱太夫章」と前表紙に記した五行本を大坂にて刊行している。
文化3年（1806年）11月 京四条寺町道場芝居にて三代目竹本綱太夫を襲名。襲名披露狂言は二代目綱太夫著の『花上野誉石碑』「志渡寺の段」を選んでいる。また、文化4年（1807年）正月 大坂 座本荒木与次兵衛芝居『会稽宮城野錦繍』にて「湯がしま天城山の段」「島原揚屋の段」を語り紋太夫事三代目竹本綱太夫を襲名する。
『増補浄瑠璃大系図』では、濱太夫から三代目綱太夫を襲名したとするが、この番付から紋太夫から綱太夫を襲名したことが明らかである。
文政六年（1823年）には紋下となり、天保5年（1834年）に弟子の二代竹本むら太夫に四代目竹本綱太夫を襲名させ、自身は天保7年（1836年）に竹本三綱翁を名乗り引退した。その語り口は「天晴名人にて一流を語る飴屋風（三代目綱太夫風）」と評される。

## 五代目
竹本桐太夫 → 五代目竹本紋太夫
四代目（三代目竹本綱太夫）の門弟。
『増補浄瑠璃大系図』に「三代綱太夫門弟にて東京にて紋太夫と改彼地古老と成」とある。

## 六代目
三代目竹本濱太夫 → 六代目竹本紋太夫
四代目（三代目竹本綱太夫）の門弟。屋号は京屋。
『増補浄瑠璃大系図』に「三綱翁門弟にて師に付添芝居出勤有共委敷は追て調て出すなり、後紋太夫」とある。
嘉永元年（1848年）刊行の見立番付「浄瑠理太夫三味線師第細見記」に「竹本紋太夫故人綱太夫門人始浜太夫云門（紋）太夫卜改古今古功之達者三都の達もの親仁株の人ト称今麻布芋洗坂ニ住」とある。

## 七代目
（生没年不詳）
竹本芝（柴）太夫 → 七代目竹本紋太夫  → 竹本綱戸（登）太夫 → 七代目竹本紋太夫 → 竹本綱戸（登）太夫  → 初代竹本津島（対馬）太夫 → 五代目竹本綱太夫
本名：大坂屋喜兵衛。屋号は加賀屋。
越中富山の出身。四代目竹本綱太夫の門弟。天保3年（1832年）4月いなり境内の文楽の芝居『彦山権現誓助剱』の大序 奥を語り竹本芝太夫として初出座。その後も天保6年（1835年）頃まで出座を続けたが、淡路座への出勤のため、上方を後にしている。天保11年（1840年）帰阪し、同年正月 大坂稲荷社内東芝居『契情小倉の色紙』に竹本綱戸太夫として出座し、「鳴戸の段 次」「箱崎松原の段」を語っている。
綱戸（登）太夫襲名の時期は明らかではないが、同年3月刊行の見立番付「三ヶ津太夫三味線人形見立角力」に「東前頭 京 芝太夫 竹本綱登太夫」と記されていることから、遅くとも天保11年には綱戸（登）太夫を名乗っていたことがわかる。
しかし、同年正月刊行の見立番付「三都太夫三味線人形見競鑑」に西前頭 大坂 柴（芝）太夫事竹本紋太夫と記されており、芝（柴）太夫から竹本紋太夫を襲名したことがわかる。一方、前述の通り3月刊行の見立番付では芝太夫から綱登太夫とあることから、芝太夫の紋太夫襲名は認められていない。これは、江戸に六代目紋太夫が存命中であったためであり、芝太夫は、紋太夫を諦め、綱登（戸）太夫を名乗った。この綱戸（登）太夫の名前は、前述の正月刊行の見立番付では惣（総）後見の筆頭に「大阪 竹本綱戸太夫」と記されており、『義太夫年表近世篇』では出座の番付を見つけることが出来ないが、よほどの重鎮であったと推察され、紋太夫を諦めた芝太夫に綱戸太夫の名跡を譲ったものと思われる。竹本紋太夫は三代目竹本綱太夫の前名であり、綱登太夫も「綱太夫に登る太夫」と読めることから、よほど竹本綱太夫への襲名に意欲を燃やしていたものと推察される（竹本濱太夫から竹本紋太夫と三代目綱太夫と同じ改名歴を誇った六代目紋太夫へのライバル意識も考えられる）。
天保12年（1841年）9月刊行の「三都太夫三味線人形改名附録」には「芝太夫改 竹本綱戸太夫」と記されており、紋太夫襲名はなかったことになっているが、綱太夫家所縁の竹本紋太夫名跡への思い断ちがたかったと見え、天保13年（1842年）8月大坂 北ノ新地芝居にて『播州皿屋敷』「鉄山屋敷の段」を竹本紋太夫として語り、七代目竹本紋太夫襲名を再び強行した。江戸の六代目紋太夫は、同年江戸 薩摩座7月29初日（8月4日初日とする史料あり）『菅原伝授手習鑑』「車争ひのだん 松王丸」「天拝山の段」を語っており、大坂と江戸に紋太夫が並立した。綱戸太夫の紋太夫は9月同座の『菅原伝授手習鑑』「寺子屋の段」、『伊賀越道中双六』「岡崎の段」を紋太夫として語っているが、同じく江戸の紋太夫も9月同座『仮名手本忠臣蔵』で十段目を語っている。この並立がいつまで続いたのかは詳らかではないが、翌天保14年（1843年）3月以前刊行の見立番付『三ヶ津太夫三味線大見立相撲』「西前頭 江戸 竹本紋太夫」「西前頭 大坂 竹本綱戸太夫」と記されており、今回の紋太夫襲名も認められることはなかった。
しかし、同年5月京 四条北側芝居『木下蔭狭間合戦』「矢はぎ橋の段 奥」を江戸登り 竹本津島太夫として語っていることから、紋太夫襲名を強行した綱戸太夫は、江戸に下り、江戸の紋太夫（六代目紋太夫）と紋太夫名跡についての話を付け、竹本津島太夫と名を改めたと推察される。
同年3月刊行『三都太夫三味線人形改名附録』に「芝太夫事 綱戸太夫改 竹本津島太夫」とあり、紋太夫はなく、綱戸太夫から初代竹本津島（対馬）太夫ということで問題の決着を見たものと思われる。しかし、続く紋太夫は、五代目綱太夫の門弟から出ていることから、江戸の紋太夫との間で、紋太夫名跡を上方に戻すという約束があったとも考えられる。
また、嘉永元年（1848年）8月刊行「次第不同 三都太夫三味線操改名録」に「芝太夫 綱戸太夫 加太夫 竹本津島太夫 加賀や」とあり、綱戸太夫から加太夫を経て津島太夫を名乗った史料もあるが、天保14年（1843年）3月以後刊行の見立番付『三ヶ津太夫三味線人形大見立』に「東前頭 竹本加太夫」「東前頭 竹本綱戸太夫」と加太夫と綱戸太夫が同時に記載され、同年に津島太夫を名乗っていることからも、竹本加太夫を名乗ったとは考えづらく、唯一可能性があるとすれば、津島太夫として大坂に登る前に江戸で綱戸太夫から加太夫を名乗り、その後に津島太夫と名を改めた…場合であるが、前述の通り見立番付に「綱戸太夫改 竹本津島太夫」と記載がある。
竹本津島太夫と竹本対馬太夫で表記にゆらぎがあり、『義太夫年表近世篇』によれば、どちらの名前も番付で見ることが出来るが、「対馬」が国号であることから、国号使用の禁止により「津島」とした理由もあるが、紋太夫襲名を強行するほど綱太夫家（の名跡）に思い入れがあったと推察され、竹本津太夫や竹本津賀太夫のように「津」の字は二代目綱太夫の営んでいた「津國屋」に由来する綱太夫家にとって大切な文字であることから、津島太夫を名乗ったと考えられる。
弘化2年(1845年)刊行の『浪華太夫三味線町々評判大見立』に西前頭〈早ふ聞に行なされ面白い事じゃ ちゃつと壱岐〉津島太夫と記されている。
弘化5年=嘉永元年（1848年）刊行の見立番付「てんぐ噺」に「古ふても出してみなされ皿屋しき是は御家の宝物なり 竹本津島太夫 鶴澤重造」とあり、前述の七代目紋太夫襲名を強行した天保13年（1842年）8月大坂 北ノ新地芝居にて語っていた『播州皿屋敷』「鉄山屋敷の段」を当たり役としていた。また、鶴澤重造とあるように初代鶴澤重造を長く相三味線としていた。
慶応元年（1865年）9月大坂 天満芝居にて太夫 竹本対馬太夫と紋下となり、二代目綱太夫ゆかりの『箱根霊験躄仇討』「滝の段 切」を語っている。続く同年11月北ノ新地芝居でも紋下に座り、こちらも二代目綱太夫場の『勢州阿漕浦』「平次住家の段」を語っている。翌慶応2年（1866年）8月座摩社内では「太夫 竹本対馬太夫 豊竹若太夫」と六代目若太夫と共に紋下に座っている。
慶応4年＝治元年（1868年）7月四条道場北ノ小家『近江源氏先陣館』「盛綱陣屋の段」にて対馬太夫改五代目竹本綱太夫を襲名。翌明治2年（1869年）御りやう（御霊）芝居3月『仮名手本忠臣蔵』、4月『五天竺』に「名代 高橋竹造 太夫 竹本綱太夫」として紋下に座り出座したが、その後、堂上方（公家）へ出入りし、公家侍となり名を瓜生隼人を改め、その後、西陣辺りで風呂屋をしていたと伝わる。
『妹背山婦女庭訓』「妹山背山の段」大判事を当り役とし、生涯に6回勤め、内4回は五代目竹本春太夫が定高を勤めている。
その他にも、綱太夫代々の演物である『摂州合邦辻』「合邦内の段」『勢州阿漕浦』「平次住家の段」『伊賀越道中双六』「岡崎の段」『ひらかな盛衰記』「逆櫓の段」を得意とした他、『仮名手本忠臣蔵』「山科閑居の段」『近江源氏先陣館』「盛綱陣屋の段」『箱根霊験躄仇討』「滝の段」も度々語っている。
五代目綱太夫を「盛綱陣屋の段」で襲名した後も、『佐倉曙』「宗五郎内の段」『箱根霊験躄仇討』「滝の段」『五天竺』「長者館の段」『勢州阿漕浦』「平次住家の段」『関取二代鑑』「秋津嶋切腹の段」『本朝廿四孝』「勘助住家の段」『仮名手本忠臣蔵』「判官切腹の段」『花上野誉石碑』「志渡寺の段」等、歴代綱太夫の演物や紋下太夫に相応しい語り物を勤めている。

## 八代目
（文政2年（1819年） - 大正6年（1917年）11月2日）
二代目竹本阿蘇太夫 → 八代目竹本紋太夫 → 三代目竹本勢見太夫
五代目竹本綱太夫（七代目紋太夫）の門弟。文政2年（1819年）徳島市内町一丁目の生まれ。本名、粂川勝治郎。『此君帖』では五代目綱太夫への入門を天保9年（1838年）とし、『義太夫年表 明治篇』では初出座を天保5年（1834年）するが、天保12年（1841年）刊行「三ヶ津太夫三味線人形改名師第附」に「豊太夫改 竹本阿蘇太夫」 とあることから、三代目綱太夫門弟の初代竹本阿蘇太夫が存命中と考えられ、初出座の時期は詳らかではない。万延元年（1860年）8月 座摩社内『奥州安達原』「朱雀野ノ段」にて阿蘇太夫事八代目竹本紋太夫を襲名。同芝居で後に六代目政太夫を襲名する三代目竹本阿蘇太夫の襲名も行われている。
文久2年（1861年）正月刊行の見立番付「三都太夫三味線操見競鑑」の欄外に「前頭 大坂 竹本紋太夫事竹本勢イ見太夫」とあることから、紋太夫襲名の一年後に三代目竹本勢見太夫を襲名したことがわかる。『此君帖』でも勢見太夫襲名を同年としている。
紋太夫の代数に関しては、五代目綱太夫を七代目紋太夫とすることから、その弟子の紋太夫を八代目とする。

## 九代目
竹本淀太夫 → 九代目竹本紋太夫
竹本山城掾（二代目竹本津賀太夫）門弟。慶応2年（1866年）9月四条道場北の小家「矢口渡 頓兵衛住家の段」にて淀太夫事九代目竹本紋太夫を襲名（同公演で阿蘇太夫事六代目竹本むら太夫も襲名）
以降、慶応4年＝明治元年（1868年）9月四条北ノ小屋『箱根霊験躄仇討』「筆助住家の段」「九十九屋敷の段」を語るところまでは『義太夫年表近世篇』で確認ができるが、明治以降の出座は『義太夫年表明治篇』では確認ができない。
(鴻池幸武宛て豊竹古靱太夫書簡)にて豊竹山城少掾は、「八代目紋太夫元淀太夫京之太夫也／死去年月日行年不明」と記す一方、同書簡に「紋太夫ハ九代目迄御座ります」とも書き残していることから、五代目綱太夫を七代目紋太夫とし、以降三代目勢見太夫を八代目紋太夫、この淀太夫の紋太夫を九代目とすることで紋太夫の代数が合う。
また、明治40年（1907年）3月堀江座『仮名手本忠臣蔵』の大序に竹本紋太夫の名前が見えるが、この芝居のみの出座であり、師匠や経歴が不明であることから紋太夫の代数にはカウントされない。